# Російська плита
Російська плита, Руська плита — центральна частина Східно-Європейської платформи, розташована між Балтійським щитом на півночі і Українським щитом на півдні, Передуральським прогином на сході. Фундамент Р.п., покритий чохлом осадових відкладів, на зах. відносно піднятий, місцями він залягає вище рівня океану, утворюючи Білоруську і Воронезьку антеклізи. Сх. частина Р.п. характеризується глибшим заляганням фундаменту і наявністю потужного осадового чохла. У його основі розташовані численні рифтові структури — авлакогени, виповнені континентальними і мілководно-морськими відкладами рифею — ниж. венду.
У складі осадового чохла розрізняють чотири комплекси, які розділені перервами у осадонакопиченні і неузгодженнями. Найбільш древній верхньовендсько-кембрійський (зах. частина плити) складений мілководно-морськими піщано-глинистими осадами. Наступний за ним — ордовиксько-нижньодевонський комплекс — за складом подібний до першого (зах. і півд.-сх. частина плити). Третій — середньодевонсько-пермський комплекс — є найбільш розвиненим. Він складений червоноколірними уламковими і соленосними відкладами. Розповсюджений у гол. депресіях фундаменту плити — Балтійська, Московська, Мезенська, Прикаспійська синекліза, Прип'ятсько-Дніпровсько-Донецький авлакоген. Четвертий, найбільш молодий комплекс чохла — мезозойсько-кайнозойський — розвинутий переважно у півд. частині Р.п. (Українська та Прикаспійська синеклізи, півд. схил Українського щита). Він складений переважно мілководно-морськими і континентальними піщано-глинястими відкладами.